# كريستيان كونتي
كريستيان كونتي (بالإيطالية: Christian Conti)‏ (2 أغسطس 1987 بروما في إيطاليا - ) هو لاعب كرة قدم إيطالي في مركز الدفاع. لعب مع نادي باري ونادي بيروجيا ونادي بيسكارا ونادي كاتانزارو ونادي كومو وهيلاس فيرونا وItaly national football C team ‏ ونادي كاسيرتانا ونادي أريتسو وأوستيا ماري 1945 ‏ وASD Francavilla ‏ ولانشانو كالتشيو 1920 ‏.

## وصلات خارجية
- كريستيان كونتي على موقع قاعدة بيانات كرة القدم.إي يو (الإنجليزية)